# Barbarea balcana
Barbarea balcana är en korsblommig växtart som beskrevs av Pancic. Barbarea balcana ingår i släktet gyllnar, och familjen korsblommiga växter. IUCN kategoriserar arten globalt som livskraftig. Inga underarter finns listade i Catalogue of Life.